# Інститут луб'яних культур НААН України
Інститут луб'яних культур Національної академії аграрних наук України  — одна з найстаріших науково-дослідних установ України. Інститут було організовано на базі Української дослідної станції прядивних культур у місті Глухові в 1931 році. Після об'єднання в 1944 році з Інститутом нових луб'яних культур його перейменовано у Всесоюзний науково-дослідний інститут луб’яних культур (ВНДІЛК). З 1992 року ВНДІЛК носив назву Інститут луб'яних культур Української академії аграрних наук. 
Основний профіль діяльності інституту - створення нових сортів посівної конопель та льону-довгунця, розробка технологій вирощування, збирання і переробки цих культур. Інститут має відділи: селекції і насінництва конопель, селекції та насінництва льону, інженерно-технічних досліджень,  досліджень з питань інтелектуальної власності та маркетингу інновацій, адміністративно-господарській  і  сільськогосподарського виробництва. 
Становлення  інституту  тісно пов'язане з ім'ям засновника Національного ботанічного саду НАН України, видатного вченого в галузі генетики та селекції рослин, академіка Академії наук УРСР, доктора сільськогосподарських наук, професора Миколи Миколайовича Гришка. У 1931 році М. М. Гришко очолив відділ генетики та селекції, де працював над вирішенням проблеми коноплярства - виведенням нових сортів конопель, придатних для механізованого збирання. 
Вчені інституту вперше в світі створили сорти конопель з низьким вмістом тетрагідроканабінолу. Завдяки цьому, коноплі, як цінна технічна культура, були реабілітовані і повернені в сільськогосподарське виробництво. Сорти ЮСО-14, ЮСО-31, Золотоніські 11, Золотоніські 15, Гляна, Глера, Глесія  та ін. вирощуються на Україні, в країнах Європейського Союзу, Канаді, Росії, Китаї та Австралії. Свого часу інститут активно співпрацював з Французькою федерацією виробників конопель, за допомогою якої поширював свої сорти в Європі, Америці та Канаді. У 2011 році інститутом створено сорт конопель Вікторія з повною відсутністю ТГК.
В інституті було розроблено понад 50 машин для збирання і переробки  конопель, льону-довгунця та інших технічних культур. Коноплежниварки, коноплекомбайни, підбирачі, тюковщикі, обладнання для конопле- і льонозаводів – це  далеко не повний список машин, які  серійно випускалися промисловістю. 
Сьогодні інститут - це головна установа з наукового забезпечення лляної і конопляної галузей України. Інститут добре відомий у вітчизняних та закордонних наукових колах. Досягнення науковців інституту охоплюють області біології, генетики, селекції та насінництва, технології вирощування луб'яних культур, механізації збирання врожаю, первинної обробки, стандартизації сировини, економіки. 
Останніми роками в інституті створено декілька нових сортів конопель різного господарського призначення.
Гляна є також одним з найбільш скоростиглих серед ненаркотичних сортів конопель, завдяки чому він придатний для вирощування в більш прохолодних регіонах. Тривалість періоду від появи сходів до настання фази «технічна стиглість» в кліматичних умовах північно-східної частини України складає 85–90 діб, до настання фази «біологічна стиглість» - 110-115 діб. Середня висота рослин на момент завершення вегетаційного періоду складає 245 см. Скоростиглість сорту гармонійно поєднується із здатністю формувати як високий урожай стебел (7,5-8,0 т/га) і волокна (1,8-2,1 т/га), так і насіння (1,0-1,2 т/га). Відмінною ознакою сорту конопель є повна відсутність чоловічих рослин (плосконі) у посівах будь якої генерації. Використовується в якості сорту-стандарту для реєстрації сортів конопель посівних в Україні. Сорт внесено до Державного реєстру сортів, придатних для поширення в Україні, у 2007 р.
Глесія - чемпіон серед однодомних ненаркотичних сортів конопель за насіннєвою продуктивністю. Рослини цього сорту мають щільне ромбоподібне суцвіття, яке забезпечує здатність до формування урожаю насіння у межах 1,5-2,0 т/га, яке відрізняється високим вмістом олії (32-36%). Разом з тим сорт у повній мірі придатний для вирощування з метою отримання стебел (біомаси) і волокна, потенційні можливості даних прказників знаходяться на рівні 7,2-7,6 і 2,0-2,2 т/га відповідно. Сорт інтенсивного типу, тому для досягнення вищезгаданих показників урожайності необхідно дотримуватись рекомендованої технології вирощування. Тривалість періоду від появи сходів до настання фази «технічна стиглість» в кліматичних умовах північно-східної частини України складає 88-93 діб, до настання фази «біологічна стиглість» - 113-118 діб. Середня висота рослин на момент завершення вегетаційного періоду складає 255 см. Сорт внесено до Державного реєстру сортів, придатних для поширення в Україні, у 2016 р.
Сорт Глухівські 51  є неперевершеним за волокнистістю. Урожай стебел становить 9,5-10,5 т/га, урожай волокна - 3,3-3,6 т/га, а середній вміст волокна (за умови загущеного способу вирощування) є унікальним 38,9%, а для окремих елітних рослин були зафіксовані значення 45 %. Такі показники забезпечують високу економічну ефективність вирощування. Одночасно сорт дає урожай насіння близько 0,8-0,9 т/га і є абсолютно ненаркотичним. Висота рослин на момент завершення вегетаційного періоду складає 270-290 см. Тривалість періоду від появи сходів до настання фази «технічна стиглість» в кліматичних умовах північно-східної частини України складає 90-100 діб, до настання фази «біологічна стиглість» - 123-126 діб. Сорт внесено до Державного реєстру сортів, придатних для поширення в Україні, у 2017 р.
Глухівські 85 - яскраво виражений сорт біоенергетичного напряму господарського використання. Порівняно з сортом-стандартом, він має більш тривалий період вегетації. Від появи сходів до настання фази «технічна стиглість» в кліматичних умовах північно-східної частини України проходить у середньому 103 доби, до настання фази «біологічна стиглість» - 133 доби. Його потенційні можливості - понад 4 тонни волокна та понад 12,5 тонн сухих стебел з одного гектара. Окремі рослини цього сорту на селекційному розсаднику, у сприятливі роки, мали висоту 450-500 см. Урожайність насіння – 0,7-0,8 т/га. Вміст волокна у стеблах – 34-36%. Для отримання вирівняного за висотою стеблостою необхідно дотримуватись рекомендованої технології вирощування. Сорт внесено до Державного реєстру сортів, придатних для поширення в Україні, у 2019 р
Миколайчик - сорт нового покоління, який має насіннєву спеціалізацію господарського використання, оскільки характеризується меншою висотою рослин, високою урожайністю насіння (до1,5 т/га), високим вмістом олії у насінні (до 38-40%), збалансованим співвідношенням в олії поліненасичених жирних кислот омега-3 і омега-6. Середня тривалість вегетаційного періоду до настання фази «технічна стиглість» в кліматичних умовах північно-східної частини України становить 94 доби, до настання фази «біологічна стиглість» - 113 діб. Середня висота рослин на момент завершення вегетаційного періоду складає 215 см. На збільшення вмісту олії у насінні позитивно впливає внесення добрив та мікроелементів. Збільшення площі живлення позитивно відображується на їх насіннєвій продуктивності. На розріджених посівах окремі рослини цього сорту, завдяки формуванню розгалужених ромбоподібних суцвіть, можуть дати урожай 60-100 грамів насіння. Також з стебел сорту можна отримати 1,4-1,6 т/га волокна (вміст волокна 26-28%).Сорт внесено до Державного реєстру сортів, придатних для поширення в Україні, у 2019 р.
Артеміда – сорт універсального напрямку господарського використання, середньостиглий, має проміжне успадкування ознаки тривалості вегетаційного періоду батьківських форм, що належать до різних еколого-географічних типів: середньоєвропейського і південного. Середня тривалість періоду від появи сходів до настання фази «технічна стиглість», у кліматичних умовах північно-східної частини України, складає 94 доби, до настання фази «біологічна стиглість» - 118 діб. Сорт вдало поєднав рівень вираження цінних господарських ознак більш ранньостиглого сорту і більш пізньостиглого: при вирощуванні на зеленець забезпечує урожай волокна - 2,56 т/га, вихід всього волокна - 30,4% і у т. ч. довгого - 27,6%. Середня висота рослин на момент завершення вегетаційного періоду складає 259 см. Також цей сорт, у порівнянні із сортом-стандартом, забезпечує істотно вищий урожай насіння (до 1,29 т/га), вміст олії (до 36,8%) та урожай волокна (до 2,52 т/га). Примітними ознаками сорту є інтенсивний ріст рослин на початку вегетації, що сприяє зменшенню забур’яненості посівів. Сорт внесено до Державного реєстру сортів, придатних для поширення в Україні, у 2020 р.
Сорт Гармонія створений за інноваційною методикою на основі самозапилених ліній і гетерозисної селекції. Середня тривалість періоду від появи сходів до настання фази «технічна стиглість», у кліматичних умовах північно-східної частини України, складає 94 доби, до настання фази «біологічна стиглість» - 114 діб. При вирощуванні на зеленець, для отримання волокна, суттєво перевищував сорт-стандарт за виходом волокна високої якості (до 30,9%). При вирощуванні на двобічне використання (для отримання волокна і насіння) суттєво перевищував сорт-стандарт за урожаєм насіння (до1,23 т/га), вмістом олії в насінні (36,5%) і виходом всього волокна (до 2,1 т/га), що також робить його сортом універсального напряму господарського використання. Середня висота рослин на момент завершення вегетаційного періоду 255 см. Сорт внесено до Державного реєстру сортів, придатних для поширення в Україні, у 2021 р.
Сорт Вік 2020 – перший на теренах України сорт з вмістом канабігеролу 3-5 %. Ця сполука не належить до психотропних і характеризується низкою лікувальних властивостей. Середня тривалість періоду від появи сходів до настання фази «технічна стиглість» в кліматичних умовах північно-східної частини України складає 88 діб, до настання фази «біологічна стиглість» – 122 доби. Середня висота рослин на момент завершення вегетаційного періоду 210 см. Середня урожайність стебел 6,3 т/га волокна – 1,4 т/га, насіння – 1,4 т/га. Вміст волокна – 25%. Сорт внесено до Державного реєстру сортів, придатних для поширення в Україні, у 2021 р.
Сорт Лірина продовжує лінійку сортів насіннєвого напряму господарського використання, вигідно перевищуючи аналогічні сорти за вмістом олії в насінні (близько 45%) та вдало поєднавши низькорослість з високою урожайністю насіння. Середня урожайність стебел (за умови дотримання рекомендованої технології вирощування та оптимального забезпечення рослин вологою протягом всього вегетаційного періоду) 6,2 т/га, волокна – 1,4 т/га, насіння – 2,0 т/га. Середній вміст волокна у стеблах – 26%. Від появи сходів до настання фази «технічна стиглість» в кліматичних умовах північно-східної частини України проходить у середньому 83 доби, до настання фази «біологічна стиглість» – 107 діб. Середня висота рослин на момент завершення вегетаційного періоду 200 см. Сорт внесено до Державного реєстру сортів, придатних для поширення в Україні, у 2022 р.
Медана – перший вітчизняний сорт медичного напряму використання. Рослини сорту характеризуються високим вмістом непсихотропного канабідіолу та канабіхромену. При цьому, вміст тетрагідроканабінолу в рослинах не перевищує встановлений законодавством поріг 0,08%. Середня тривалість періоду від появи сходів до настання фази «технічна стиглість» в кліматичних умовах північно-східної частини України складає 93 доби, до настання фази «біологічна стиглість» – 117 діб. Важливою перевагою сорту є можливість його використання і для технічних цілей, оскільки він дозволяє отримувати високі урожаї стебел (7,2 т/га), волокна (2,0 т/га) та насіння (1,5 т/га). Середня висота рослин на момент завершення вегетаційного періоду 255 см. Сорт внесено до Державного реєстру сортів, придатних для поширення в Україні, у 2022 р.
Також не втрачає своїх позицій сорт ЮСО-31. Це сорт світового значення, справжній «ветеран», оскільки вже з 1987 року по теперішній час успішно вирощується в Україні та в багатьох країнах світу, ставши своєрідною конопляною візитівкою Інституту луб’яних культур НААН. Такому тривалому використанню сорт ЮСО 31 завдячує високій генетичній стабільності низки цінних ознак і властивостей. Крім того, він використовується як сорт-еталон за декількома ознаками у «Методиці проведення експертизи сортів конопель посівних (Cannabis sativa L.) на відмінність, однорідність і стабільність» у країнах ЄС. Сорт належить до скоростиглої групи, за що, перш за все, цінується аграріями. Тривалість періоду від появи сходів до настання фази технічної стиглості в кліматичних умовах північно-східної частини України складає 82–86 діб, до настання фази біологічної стиглості – 108–113 діб. Середня висота рослин в кінці вегетаційного періоду становить близько 245 см, урожай стебел – 7,0–7,5 т/га, волокна – 1,8–2,1 т/га, насіння – 1,0–1,2 т/га. Характеризується зниженим вмістом канабіноїдних сполук.
В інституті виведені також кілька високопродуктивних сортів льону-довгунця: Глухівський Ювілейний, Глінум, Чарівний, Есмань, Сіверський та інші.